# Фітол
Фіто́л (від дав.-гр. φυτόν - рослина) - ациклічна аліфатична органічна сполука з емпіричною формулою C20H40O, відноситься до одноненасичених дітерпенових спиртів.
Входить до складу хлорофілу, вітаміну Е, вітаміну K1.
Служить стимулятором росту для молочнокислих бактерій.

## Отримання
- Фітол може бути отримано при кислотному гідролізі хлорофілів (Ріхард Вільштеттер, 1907).
- При дії на них ферменту хлорофілази.
- Стереоспецифічний синтез фітолу здійснено в 1959 англійськими хіміками.
- У клітинах рослин фітол синтезується з мевалонової кислоти.